# Zora manicata
Espèce
Synonymes
- Zora jaffana Strand, 1915

Zora manicata est une espèce d'araignées aranéomorphes de la famille des Miturgidae.

## Distribution
Cette espèce se rencontre en Europe, en Algérie, en Israël et en Iran.

## Description
Les mâles mesurent de 2,8 à 3,5 mm et les femelles de 3,9 à 5,3 mm.

## Systématique et taxinomie
Cette espèce a été décrite par Simon en 1878.
Zora jaffana a été placée en synonymie par Levy en 2003.

## Publication originale
- Simon, 1878 : Les arachnides de France. Paris, vol. 4, p. 1-334 (texte intégral).